# 唐莱城堡

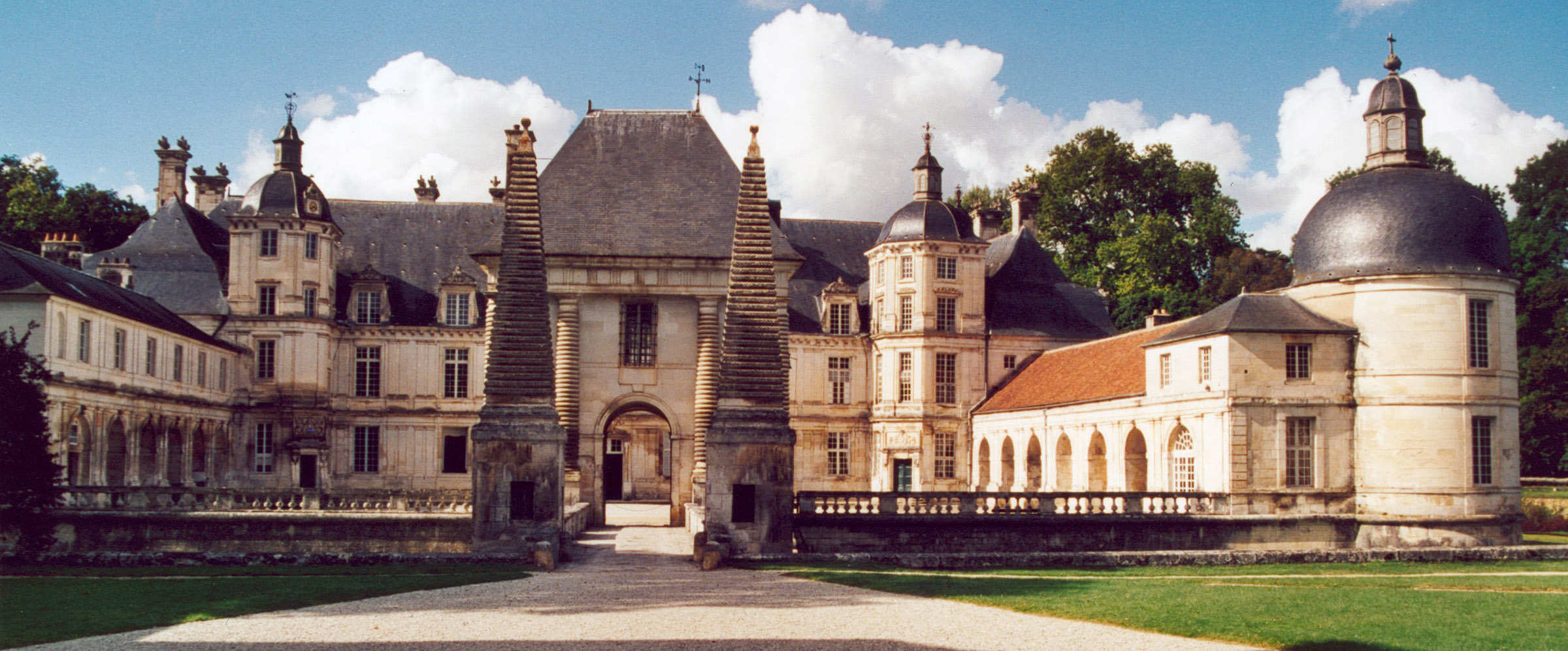

唐莱城堡（Château de Tanlay）建于16到17世纪，坐落于勃艮第运河之畔的唐莱村。城堡主体是一个类似正方形的结构，是文艺复兴时期具有非常历史意义的城堡建筑，也是勃艮第最优秀的建筑代表之一，城堡的壁画和白葡萄酒同样闻名于世。城堡属于当时的海军司令科里尼在宗教战争中取得的财产，并几次易手，最终于1700年由唐莱侯爵家族掌管直到今天。在城堡周边的山坡树林与草地之间，遍布着可以酿造出世界上最好的白葡萄酒的葡萄园。